# Dusona genator
Dusona genator là một loài tò vò trong họ Ichneumonidae.